# Любимівка (Томаківський район)
Любимівка — колишнє село в Україні, Томаківському районі Дніпропетровської області. Зняте з обліку 28 липня 1988 року.
Було розташоване у чотирьох кілометрах від адміністративного центру Китайгородської сільської ради — села Китайгородка.